# Jeff Monson
Jeffrey William Monson (Saint Paul, 18 de janeiro de 1971) é um atleta estadunidense naturalizado russo de MMA natural de Olympia, Washington. É duas vezes campeão do ADCC Submission Wrestling World Championship, e campeão mundial de NOGI Jiu-Jitsu Brasileiro. Ele é atualmente afiliado à American Top Team que é baseado em Coconut Creek, Flórida.

## Biografia
Monson era da primeira divisão de wrestling na Oregon State University e na University of Illinois, além de ser campeão da Pac-10.
Monson é faixa preta em Jiu Jitsu Brasileiro e duas vezes campeão da Abu Dhabi Combat Club. É lutador de lutas livres e possui em seu currículo duas lutas profissionais de boxe.
Monson é considerado um dos melhores finalizadores do mundo. Ele venceu diversas vezes a NAGA, Grapplers Quest e o International Federation of Associated Wrestling Styles, entre outros  torneios voltados para finalizações. Ele é apelidado de "The Snowman" devido ao seu desempenho em 1999 no Campeonato de Finalizações  Abu Dhabi Combat Club Submission Wrestling World Championship. Os lutadores brasileiros no campeonato o apelidaram assim porque ele apareceu como um lutador desconhecido, mas venceu quatro brasileiros na categoria dos 88-98 kilos. Ao seguir das lutas ele continuou a vencer outros lutadores, e esse lutadores afirmavam que ele parecia uma bola de neve, (branca, compacta, rolando e aumentando de tamanho à medida que o campeonato seguia).
Monson é conhecido por sua visão anarquista na política. Em uma entrevista afirmou, "Eu sou um anarquista, alguém que deseja que todas as classes sociais hierarquizadas desaparecessem assim como as instituições que promovem a desigualdade." Ele volta e meia recebe patrocínio da AK Press e possui diversas tatuagens de símbolos anarquistas pelo corpo. Em solidariedade, Monson é membro da Industrial Workers of the World (Wobblies).
Monson possui bacharelado e mestrado em Psicologia. Por alguns anos ele trabalhou na area, tanto na clinica como na psicologia familiar.

### MMA

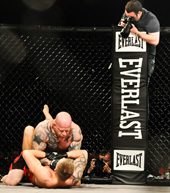
Jeff Monson vs. Sergej Maslobojev em um evento da Cage Wars Championship chamado "Decade".

Após 14 vitórias, Monson voltou para o UFC. No UFC 57 Monson finalizou Branden Lee Hinkle com um North South Choke no primeiro round.No UFC 59 Monson lutou contra seu rival de longa data Marcio Cruz; Monson venceu a luta por decisão unânime. No UFC 61 Monson lutou contra o faixa preta em BJJ Anthony Perosh, tendo Monson vencido por TKO no primeiro round.
Em 18 de Novembro de 2006 no UFC 65, Monson lutou contra Tim Sylvia para a categoria de pesos pesados. Monson perdeu no quinto período por decisão unânime e tarde depois pediu para sair do UFC para poder competir no Pride Fighting Championships e lutar contra o campeão de pesos pesados Fedor Emelianenko, no evento BodogFIGHT ocorrido em Março de  2007.Predefinição:Citar livro needed Todavia, as negociações não avançaram e a luta nunca ocorreu.
No PRIDE 34, em 8 de Abril de 2007, Monson derrotou Kazuyuki Fujita com um mata-leão aos 6:37 do round de abertura.
Sua próxima luta estava escalada para ser contra Chris Guillen em 17 de Agosto de 2007 para o Global Fighting Championships e seu título de Pesos Pesados, mas o evento foi cancelado após quatro dos oito lutadores terem sido excluídos. Ele perdeu uma luta contra Pedro Rizzo no Art of War Undisputed Arena Fighting Championship 3 ocorrida em 1 de Setembro de  2007.
Em 7 de Setembro de  2007, Monson venceu duas lutes no FILA World Championship na Turquia, derrotando o francês Zoro Piere e o Ingles Tom Blackledge com finalizações. Monson foi premiado com uma medalha quando o seu último oponente, Ramon Diaz machucou-se e foi obrigado a abandonar a luta.
Jeff Monson derrotou Ricco Rodriguez em um evento da Mixed Fighting Alliance "There Will Be Blood" em 13 de Dezembro de 2008. Ele vingou-se contra Rodriguez da luta entre os dois de quase sete anos antes.
Em 21 de Março de 2009, Jeff venceu em uma decisão não unânime contra o "Big Country" Roy Nelson no Roy Jones Jr.'s hybrid boxing/MMA card "March Badness". Depois ele derrotou Sergej Maslobojev no Cage Wars em 29 de Março de  2009. Jeff imediatamente foi para o Japão derrotar o peso pesado da Russia Sergei Kharitonov em 5 de Abril de  2009 no Dream 8.
Em 12 de Setembro de  2009, no Bitetti Combat MMA 4, Monson perdeu para Pedro Rizzo por  decisão unânime.
No 5150 Combat League / Xtreme Fighting League - New Years Revolution, Monson derrotou John Brown por decisão não unânime em 16 de Janeiro de  2010.
Em 13 de Março de 2010 Monson lutou na França no 100% Fight II e derrotou Francisco Nonato por finalização (Guilhotina) no primeiro Round. Monson perdeu para Travis Wiuff por decisão não unânime no XKL Evolution em 24 de Abril de  2010.
Em 14 de Maio de  2010 Monson perdeu em Abu Dhabi para Shamil Abdurahimov por decisão unânime no Abu Dhabi Fighting Championship nas quartas de finais da abertura do grand prix.
Todavia, Jeff derrotou Bira Lima no Impact FC 1- The Uprising: Brisbane na Austrália em 10 de Julho de 2010 por Decisão unânime.
Monson era esperado para lutar contra Jason Guida em 21 de agosto de 2010 em um evento chamado "Fight Time 1". Monson derrotou Guida com uma guilhotina aos 3:04 do segundo período.
Sua próxima luta seria contra Neil Wain no "Knuckleup - Kings of the North", mas Neil Wain desistiu pois havia se machucado em sua ultima luta. Em seu lugar foi escalado Dave Keeley, que foi derrotado por Monson com uma finalização por (North-South Choke) no primeiro Round.

## Vida pessoal
Monson e sua esposa possuem dois filhos, Joshua e Michaela.
Em 14 de Janeiro de  2009, Monson foi acusado de vandalizar o Washington State Capitol, sede do governo, com "um símbolo anarquista, um simbolo de paz e as palavras 'não à pobreza' e 'não à guerra'"

Em 29 de Julho de 2009 Monson declarou-se culpado das acusações. Em outubro ele foi sentenciado a noventa dias de trabalho comunitário e pagou uma multa de $21,894 dólares.

Fora dos ringues, Monson se descreve politicamente como um anarcocomunista e sempre expressou visões consideradas de extrema-esquerda. Em 2018, Monson chegou a ser eleito para a Duma Federal russa por Krasnogorsk. Ele também é o apresentador do programa de comentários políticos e sociais multiplataforma Monson TV na rede estatal russa RT. Em fevereiro de 2023, Monson iniciou o processo de renúncia à cidadania americana e em maio de 2023 se tornou cidadão russo pleno.

## Histórico no MMA
| Res.    | Cartel  | Oponente               | Método                                             | Evento                                                              | Data                    | Round | Tempo | Local                                      | Notas                                              |
| ------- | ------- | ---------------------- | -------------------------------------------------- | ------------------------------------------------------------------- | ----------------------- | ----- | ----- | ------------------------------------------ | -------------------------------------------------- |
| Vitória | 61–26–1 | Alex Kardo             | Finalização (estrangulamento na posição norte-sul) | Industrials Battle in Belgorod                                      | 22 de outubro de 2016   | 2     | 3:30  | Belgorod, Rússia                           |                                                    |
| Derrota | 60–26–1 | Ivan Shtyrkov          | Finalização (chave de braço)                       | Titov Boxing Promotion: Monson vs. Shtyrkov                         | 6 de maio de 2016       | 1     | 3:59  | Yekaterinburg, Rússia                      |                                                    |
| Vitória | 60–25–1 | Anton Lotkov           | Finalização (estrangulamento na posição norte-sul) | Fight Stars 2                                                       | 19 de março de 2016     | 1     | 1:45  | Balakovo, Rússia                           |                                                    |
| Derrota | 59–25–1 | Donald Njatah Nya      | KO (soco)                                          | Mix Fight Combat                                                    | 25 de dezembro de 2015  | 1     | 0:50  | Khimki, Rússia                             | For the vacant MFC Heavyweight Championship.       |
| Vitória | 59–24–1 | Konstantin Skrelya     | Finalização (estrangulamento na posição norte-sul) | OFS: Octagon Fighting Sensation 6                                   | 20 de novembro de 2015  | 1     | 2:13  | Moscou, Rússia                             |                                                    |
| Vitória | 58–24–1 | Nikolay Savilov        | DQ (tiro de meta após o gongo)                     | Shield-Peresvet 3                                                   | 26 de setembro de 2015  | 1     | 5:00  | Moscou, Rússia                             |                                                    |
| Derrota | 57–24–1 | Zamirbek Syrgabaev     | Decisão (unânime)                                  | JFC: Jashkuch Fighting Championship Fight Night                     | 19 de setembro de 2015  | 3     | 5:00  | Bishkek, Quirguistão                       | [ 18 ]                                             |
| Vitória | 57–23–1 | Denis Komkin           | Decisão (unânime)                                  | Fightspirit Championship 5                                          | 6 de setembro de 2015   | 3     | 5:00  | Kolpino, Rússia                            |                                                    |
| Derrota | 56–23–1 | Evgeny Erokhin         | TKO (socos)                                        | FEFoFP: Mayor's Cup                                                 | 6 de junho de 2015      | 2     | 4:43  | Khabarovsk, Rússia                         |                                                    |
| Derrota | 56–22–1 | Evgeny Egemberdiev     | Decisão (unânime)                                  | Alash Pride FC: Royal Plaza Vol. 5                                  | 30 de abril de 2015     | 3     | 5:00  | Almaty, Cazaquistão                        |                                                    |
| Derrota | 56–21–1 | D.J. Linderman         | TKO (socos)                                        | Fight Time 24: MMA Kings                                            | 3 de abril de 2015      | 5     | 1:42  | Fort Lauderdale, Estados Unidos            | Lost ISKA World Heavyweight Championship.          |
| Vitória | 56–20–1 | Alexander Stolyarov    | Finalização (estrangulamento na posição norte-sul) | OFS: Octagon Fighting Sensation 3                                   | 28 de fevereiro de 2015 | 3     | 4:29  | Yaroslavl, Rússia                          |                                                    |
| Vitória | 55–20–1 | Vladimir Nepochatov    | Finalização (estrangulamento na posição norte-sul) | Oplot Challenge 108                                                 | 21 de fevereiro de 2015 | 1     | 2:40  | Moscou, Rússia                             |                                                    |
| Vitória | 54–20–1 | Ilya Shcheglov         | Finalização (estrangulamento na posição norte-sul) | Eurasian Fighting Championship - Altay Great Battle                 | 28 de novembro de 2014  | 2     | 2:45  | Barnaul, Rússia                            |                                                    |
| Vitória | 53–20–1 | Evgeniy Bykov          | Finalização (mata-leão)                            | Fight Alliance Promotions: Gladiator Fighting 2                     | 22 de novembro de 2014  | 1     | 1:16  | Troitsk, Moscou, Rússia                    |                                                    |
| Vitória | 52–20–1 | Mikhail Shein          | Finalização (mata-leão)                            | Fight Stars: The Battle of the Sura 2                               | 21 de setembro de 2014  | 2     | 4:05  | Penza, Rússia                              |                                                    |
| Derrota | 51–20–1 | Dmitry Titkov          | Decisão (unânime)                                  | Fight Stars: Saransk vs. Penza                                      | 5 de setembro de 2014   | 3     | 5:00  | Saransk, Rússia                            |                                                    |
| Vitória | 51–19–1 | Kevin Brooks           | Finalização (estrangulamento na posição norte-sul) | Fight Time 20                                                       | 29 de agosto de 2014    | 1     | 1:08  | Fort Lauderdale, Estados Unidos            |                                                    |
| Derrota | 50–19–1 | Chaban Ka              | TKO (socos)                                        | M-1 Challenge 47                                                    | 4 de abril de 2014      | 1     | 1:31  | Orenburg, Rússia                           |                                                    |
| Derrota | 50–18–1 | Shakhmaral Dzhepisov   | KO (socos)                                         | Diamond Fight                                                       | 22 de março de 2014     | 3     | 3:38  | Almaty, Cazaquistão                        |                                                    |
| Derrota | 50–17–1 | Mike Hayes             | TKO (chute na cabeça e socos)                      | CWC 9: Cage Warrior Combat 9                                        | 2 de novembro de 2013   | 3     | 1:21  | Kent, Estados Unidos                       | [ 19 ]                                             |
| Derrota | 50–16–1 | Satoshi Ishii          | Decisão (majoritária)                              | M-1 Challenge 42                                                    | 20 de outubro de 2013   | 3     | 5:00  | São Petersburgo, Rússia                    |                                                    |
| Vitória | 50–15–1 | Denis Komkin           | Decisão (dividida)                                 | Coliseum Fighting Championship: New History                         | 16 de setembro de 2013  | 3     | 5:00  | São Petersburgo, Rússia                    | [ 20 ]                                             |
| Derrota | 49-15-1 | Oleksiy Oliynyk        | Finalização (mata-leão)                            | OC - Oplot Challenge 67                                             | 20 de junho de 2013     | 2     | 03:26 | Carcóvia, Ucrânia                          |                                                    |
| Derrota | 49-14-1 | Magomed Malikov        | TKO (interrupção médica)                           | M-1 Global - M-1 Challenge 40                                       | 8 de junho de 2013      | 2     | 02:58 | Inguchétia                                 |                                                    |
| Vitória | 49-13-1 | Drazen Forgac          | Nocaute Técnico (braço quebrado)                   | SHC 7 - Strength & Honor 7                                          | 9 de março de 2013      | 2     | 0:58  | Genebra, Suíça                             |                                                    |
| Vitória | 48-13-1 | Dong Gook Kang         | Decisão (unânime)                                  | Road FC 10 - Monson vs. Kang                                        | 24 de dezembro de 2012  | 3     | 5:00  | Yeongam, Coreia do Sul                     |                                                    |
| Vitória | 47-13-1 | Aleksander Emelianenko | Finalização (estrangulamento norte/sul)            | M-1 Challenge 35                                                    | 15 de novembro de 2012  | 2     | 3:17  | São Petersburgo, Rússia                    |                                                    |
| Vitória | 46-13-1 | Denis Komkin           | Finalização (estrangulamento na posição norte-sul) | M-1 Global: Fedor vs. Rizzo                                         | 21 de junho de 2012     | 1     | 1:58  | São Petersburgo, Rússia                    |                                                    |
| Vitória | 45-13-1 | Jim York               | Decisão (unânime)                                  | Cage Fighting Championships 21                                      | 18 de maio de 2012      | 3     | 5:00  | Sydney, Austrália                          |                                                    |
| Empate  | 44-13-1 | Chaban Ka              | Empate                                             | 100% Fight 11: Explosion                                            | 11 de maio de 2012      | 3     | 5:00  | Paris, França                              |                                                    |
| Vitória | 44-13   | Oleksiy Oliynyk        | Decisão (dividida)                                 | M-1 Challenge 31                                                    | 16 de março de 2012     | 3     | 5;00  | São Petersburgo, Rússia                    |                                                    |
| Derrota | 43-13   | Fedor Emelianenko      | Decisão (unânime)                                  | M-1 Global                                                          | 20 de novembro de 2011  | 3     | 5:00  | , Rússia                                   |                                                    |
| Vitória | 43-12   | Paul Taylor            | Finalização (mata-leão)                            | Sprawl 'N Brawl - Sprawl 'N Brawl                                   | 9 de outubro de 2011    | 1     | 4:20  | Birmingham, Inglaterra                     |                                                    |
| Derrota | 42-12   | Daniel Cormier         | Decisão (unânime)                                  | Strikeforce: Overeem vs. Werdum                                     | 18 de junho de 2011     | 3     | 5:00  | Dallas, Estados Unidos                     |                                                    |
| Vitória | 42-11   | Maro Perak             | Decisão (unânime)                                  | Strength & Honor Championship 4 - Monson vs. Perak                  | 30 de abril de 2011     | 3     | 5:00  | Genebra, Suíça                             | Campeão peso-pesado da SHC                         |
| Vitória | 41-11   | Tony Lopez             | Decisão (unânime)                                  | Fight Time Promotions: Fight Time 4 - MMA Heavyweight Explosion     | 1 de abril de 2011      | 3     | 5:00  | Fort Lauderdale, Flórida, Estados Unidos   | Ganhou o título mundial peso-pesado pela ISKA      |
| Vitória | 40-11   | Lee Mein               | Finalização (guilhotina)                           | Cage Fighting Manitoba 1                                            | 7 de janeiro de 2011    | 1     | 3:31  | Winnipeg, Manitoba, Canadá                 |                                                    |
| Vitória | 39-11   | Sergey Shemetov        | Finalização (chave de dedo)                        | Israel FC: Genesis                                                  | 9 de novembro de 2010   | 1     | 4:09  | Tel Aviv, Israel                           | Estreia nos Meio-Pesados                           |
| Vitória | 38-11   | Travis Fulton          | Finalização (kimura)                               | Elite Promotions / Fight Time Promotions: Fight Time 2              | 23 de outubro de 2010   | 1     | 4:40  | Pompano Beach, Flórida, Estados Unidos     |                                                    |
| Vitória | 37-11   | Dave Keeley            | Finalização (estrangulamento na posição norte-sul) | KnuckleUp: Kings of the North                                       | 4 de setembro de 2010   | 1     | 1:41  | Lancashire, Inglaterra                     |                                                    |
| Vitória | 36-11   | Jason Guida            | Finalização (mata-leão)                            | Elite Promotions / Fight Time Promotions: Fight Time 1              | 21 de agosto de 2010    | 2     | 3:04  | Pompano Beach, Flórida, Estados Unidos     |                                                    |
| Vitória | 35-11   | Bira Lima              | Decisão (unânime)                                  | Impact FC 1 - The Uprising: Brisbane                                | 10 de julho de 2010     | 3     | 5:00  | Brisbane, Austrália                        |                                                    |
| Derrota | 34-11   | Shamil Abdurahimov     | Decisão (unânime)                                  | Abu Dhabi Fighting Championship                                     | 14 de maio de 2010      | 3     | 5:00  | Abu Dhabi, Emirados Árabes Unidos          | Quartas de final da abertura do Grand Prix de 2010 |
| Derrota | 34-10   | Travis Wiuff           | Decisão (dividida)                                 | XKL Evolution 2                                                     | 21 de abril de 2010     | 3     | 5:00  | Minneapolis, Minnesota, Estados Unidos     |                                                    |
| Vitória | 34-9    | Francisco Nonato       | Finalização (guihotina)                            | 100% Fight II                                                       | 13 de março de 2010     | 1     | 2:27  | Paris, França                              |                                                    |
| Vitória | 33-9    | John Brown             | Decisão (dividida)                                 | 5150 Combat League / Xtreme Fighting League - New Year's Revolution | 16 de janeiro de 2010   | 3     | 5:00  | Tulsa, Oklahoma, Estados Unidos            |                                                    |
| Derrota | 32-9    | Pedro Rizzo            | Decisão (unânime)                                  | Bitetti Combat MMA 4                                                | 12 de setembro de 2009  | 3     | 5:00  | Rio de Janeiro, Rio de Janeiro, Brasil     |                                                    |
| Vitória | 32-8    | Jimmy Ambriz           | Finalização (mata-leão)                            | Total Combat 33: Bad Intentions                                     | 11 de julho de 2009     | 1     | 1:09  | Cidade do México, México                   |                                                    |
| Vitória | 31-8    | Sergei Kharitonov      | Finalização (estrangulamento na posição norte-sul) | Dream 8                                                             | 5 de abril de 2009      | 1     | 1:42  | Nagoya, Japão                              |                                                    |
| Vitória | 30-8    | Sergej Maslobojev      | Finalização (anaconda)                             | Cage Wars Championship: Decade                                      | 29 de março de 2009     | 2     | 2:30  | Belfast, Irlanda do Norte                  |                                                    |
| Vitória | 29-8    | Roy Nelson             | Decisão (unânime)                                  | March Badness                                                       | 21 de março de 2009     | 3     | 5:00  | Pensacola, Flórida, Estados Unidos         |                                                    |
| Vitória | 28-8    | Ricco Rodriguez        | Decisão (unânime)                                  | MFA: There Will Be Blood                                            | 13 de dezembro de 2008  | 3     | 5:00  | Miami, Flórida, Estados Unidos             |                                                    |
| Vitória | 27-8    | Jimmy Ambriz           | Finalização (estrangulamento na posição norte-sul) | Beatdown - 4 Bears Casino                                           | 11 de outubro de 2008   | 1     | 1:50  | New Town, Dakota do Norte, Estados Unidos  |                                                    |
| Vitória | 26-8    | Mark Kerr              | Finalização (mata-leão)                            | Vengeance FC                                                        | 27 de setembro de 2008  | 1     | 03:15 | Concord, Carolina do Norte, Estados Unidos |                                                    |
| Derrota | 25-8    | Josh Barnett           | Decisão (Unânime)                                  | World Victory Road Presents: Sengoku 2                              | 18 de maio de 2008      | 3     | 5:00  | Tóquio, Japão                              |                                                    |
| Vitória | 25-7    | Hakim Gouram           | Decisão (unânime)                                  | Platinum Fighting Productions: Ring of Fire                         | 9 de dezembro de 2007   | 3     | 5:00  | Cidade Quezon, Filipinas                   |                                                    |
| Derrota | 24-7    | Pedro Rizzo            | TKO (socos)                                        | Art of War 3                                                        | 1 de setembro de 2007   | 3     | 02:40 | Dallas, Texas, Estados Unidos              | Luta pelo cinturão dos Pesados do UAFC             |
| Vitória | 24-6    | Kazuyuki Fujita        | Finalização (mata-leão)                            | Pride 34: Kamikaze                                                  | 8 de abril de 2007      | 1     | 6:37  | Saitama, Saitama, Japão                    |                                                    |
| Derrota | 23-6    | Tim Sylvia             | Decisão (unânime)                                  | UFC 65: Bad Intentions                                              | 18 de novembro de 2006  | 5     | 5:00  | Sacramento, Califórnia, Estados Unidos     | Pelo Cinturão Peso Pesado do UFC.                  |
| Vitória | 23-5    | Anthony Perosh         | TKO (golpes)                                       | UFC 61: Bitter Rivals                                               | 8 de julho de 2006      | 1     | 02:43 | Las Vegas, Nevada, Estados Unidos          | Nocaute da Noite.                                  |
| Vitória | 22-5    | Márcio Cruz            | Decisão (dividida)                                 | UFC 59: Reality Check                                               | 15 de abril de 2006     | 3     | 5:00  | Anaheim, Califórnia, Estados Unidos        |                                                    |
| Vitória | 21-5    | Branden Lee Hinkle     | Finalização (estrangulamento na posição norte-sul) | UFC 57: Liddell vs. Couture 3                                       | 4 de fevereiro de 2006  | 1     | 04:35 | Las Vegas, Nevada, Estados Unidos          | Finalização da Noite                               |
| Vitória | 20-5    | Marc Emmanuel          | Finalização (mata-leão)                            | Cage Warriors Strike Force 4: Night of Champions 2005               | 26 de novembro de 2005  | 1     | 00:58 | Coventry, Inglaterra                       |                                                    |
| Vitória | 19-5    | Devin Cole             | Decisão                                            | X Fighting Championships: Dome of Destruction 3                     | 15 de outubro de 2005   | 3     | 5:00  | Tacoma, Washington, Estados Unidos         |                                                    |
| Vitória | 18-5    | Jay White              | Finalização (mata-leão)                            | SportFight 12: Breakout                                             | 16 de setembro de 2005  | 1     | 01:21 | Portland, Oregon, Estados Unidos           |                                                    |
| Vitória | 17-5    | Rich Wilson            | Finalização (chave de braço)                       | Extreme Wars                                                        | 2 de julho de 2005      | 1     | 01:56 | Honolulu, Havaí, Estados Unidos            |                                                    |
| Vitória | 16-5    | Tengiz Tedoradze       | Finalização (mata-leão)                            | Cage Warriors Fighting Championships: Ultimate Force                | 30 de abril de 2005     | 1     | 01:59 | Sheffield, Inglaterra                      |                                                    |
| Vitória | 15-5    | Jay White              | Finalização (contusão)                             | Euphoria MFC: USA vs the World                                      | 26 de fevereiro de 2005 | 1     | 04:07 | Atlantic City, Nova Jersey, Estados Unidos |                                                    |
| Vitória | 14-5    | Brian Stromberg        | Finalização (mata-leão)                            | SportFight 8: Justice                                               | 7 de janeiro de 2005    | 1     | N/A   | Gresham, Oregon, Estados Unidos            |                                                    |
| Vitória | 13-5    | Tengiz Tedoradze       | Finalização (mata-leão)                            | Cage Warriors Fighting Championships 9: Xtreme Xmas                 | 18 de dezembro de 2004  | 1     | 03:51 | Sheffield, Inglaterra                      |                                                    |
| Vitória | 12-5    | Pat Stano              | TKO                                                | Euphoria MFC: Road to the Titles                                    | 15 de outubro de 2004   | 2     | 03:11 | Atlantic City, Nova Jersey, Estados Unidos |                                                    |
| Vitória | 11-5    | Carlos Clayton         | Decisão                                            | Absolute Fighting Championships: Brazil 1                           | 28 de agosto de 2004    | 3     | 5:00  | Rio de Janeiro, Rio de Janeiro, Brasil     |                                                    |
| Vitória | 10-5    | Don Richard            | Finalização (estrangulamento na posição norte-sul) | Iron Heart Crown 7: The Crucible                                    | 5 de junho de 2004      | 2     | 02:25 | Hammond, Indiana, Estados Unidos           |                                                    |
| Vitória | 9-5     | Joe Nye                | Finalização (mata-leão)                            | Mass Destruction 12                                                 | 16 de agosto de 2003    | 1     | N/A   | Massachusetts, Estados Unidos              |                                                    |
| Vitória | 8-5     | Mike Delaney           | Finalização (estrangulamento)                      | AFC 4 - Absolute Fighting Championships 4                           | 19 de julho de 2003     | 1     | 4:27  | Fort Lauderdale, Flórida, Estados Unidos   |                                                    |
| Derrota | 7-5     | Forrest Griffin        | Decisão                                            | WEFC 1: Bring it On                                                 | 29 de junho de 2002     | 4     | 04:20 | Marietta, Geórgia, Estados Unidos          |                                                    |
| Derrota | 7-4     | Ricco Rodriguez        | TKO (socos)                                        | UFC 35: Throwdown                                                   | 11 de janeiro de 2002   | 3     | 3:00  | Uncasville, Connecticut, Estados Unidos    |                                                    |
| Vitória | 7-3     | Roman Roytberg         | Finalização (anaconda)                             | AMC Pankration: Revenge of the Warriors                             | 21 de julho de 2001     | 1     | N/A   | Rochester, Washington, Estados Unidos      |                                                    |
| Derrota | 6-3     | Chuck Liddell          | Decisão (unânime)                                  | UFC 29: Defense of the Belts                                        | 16 de dezembro de 2000  | 3     | 5:00  | Tóquio, Japão                              |                                                    |
| Vitória | 6-2     | Tim Lajcik             | Decisão (unânime)                                  | UFC 27: Ultimate Bad Boyz                                           | 22 de setembro de 2000  | 2     | 5:00  | Nova Orleans, Louisiana, Estados Unidos    |                                                    |
| Vitória | 5-2     | Bob Gilstrap           | Decisão (unânime)                                  | AMC Pankration: Return of the Gladiators 1                          | 29 de julho de 2000     | 3     | 5:00  | Rochester, Washington, Estados Unidos      |                                                    |
| Derrota | 4-2     | David Dodd             | Finalização (chave de braço)                       | Extreme Challenge 23                                                | 2 de abril de 1999      | 1     | 0:46  | Indianápolis, Indiana, Estados Unidos      |                                                    |
| Vitória | 4-1     | Roger Neff             | Decisão                                            | Ultimate Ring Challenge                                             | 1 de março de 1999      | 3     | 5:00  | Wenatchee, Washington, Estados Unidos      |                                                    |
| Derrota | 3-1     | Tom Sauer              | Finalização (mata-leão)                            | Extreme Challenge 20                                                | 22 de agosto de 1998    | 1     | 03:47 | Davenport, Iowa, Estados Unidos            |                                                    |
| Vitória | 3-0     | John Renfroe           | Finalização (golpes)                               | Ultimate Warrior Challenge                                          | 2 de agosto de 1998     | 1     | 02:45 | Vancouver, Columbia Britânica, Canadá      |                                                    |
| Vitória | 2-0     | Cy Cross               | Finalização (estrangulamento)                      | United Full Contact Federation: Night of Champions                  | 14 de março de 1998     | 1     | 03:47 | Estados Unidos                             |                                                    |
| Vitória | 1-0     | Luther Norberg         | Decisão (unânime)                                  | UFCF - Gladiators                                                   | 21 de novembro de 1997  | 1     | N/A   | Estados Unidos                             |                                                    |